# Temburong
Temburong é um dos quatro daerah que dividem o Brunei. É um exclave, pois é separado do resto do Brunei pela Malásia e pela Baía de Brunei. Bangar é a cidade e o centro administrativo do distrito.
O país está agora ligado à capital Bandar Seri Begawan através de uma ponte especialmente construída que foi inaugurada em novembro de 2019.

## Dados
Capital: Bangar
População: 9 300 hab. (2004)
Área: 1 166 km²

## Mukims
A daerah está dividida em 5 mukims:
- Amo
- Bangar
- Batu Apoi
- Bokok
- Labu